# Cinygmula oreophila
Cinygmula oreophila is een haft uit de familie Heptageniidae. De wetenschappelijke naam van de soort is voor het eerst geldig gepubliceerd in 1978 door Kustareva.
De soort komt voor in het Palearctisch gebied.